# Isis (periodico)
Isis è un periodico accademico edito trimestralmente dall'University of Chicago Press. Specializzato in storia della scienza, storia della medicina e storia della tecnologia con particolare riferimento alle rispettive influenze culturali, è considerato dagli studiosi la rivista più prestigiosa del settore. Vi compaiono sia articoli di ricerca sia recensioni di testi e saggi bibliografici.
Fondato a Gand, in Belgio, nel 1912 dal professor George Sarton, la sua pubblicazione venne interrotta nel 1915-1918 a causa dell'invasione tedesca del Belgio durante la Grande Guerra. Ritornò quindi in vita negli Stati Uniti quando Sarton, riparato dapprima in Gran Bretagna, vi si stabilì nel 1919 per insegnare alla Harvard University. Benché inizialmente pubblicasse articoli nelle principali lingue europee, a partire dagli anni venti utilizzò solo l'inglese, soprattutto dopo che, nel 1924, divenne l'organo ufficiale della History of Science Society, la principale associazione di studiosi di questa disciplina costituita in quell'anno dallo stesso Sarton e da Lawrence Joseph Henderson.
George Sarton, che ne fu il direttore per circa quarant'anni (fino al 1952), lo dotò già a partire dal 1913 di un supplemento annuale, il cosiddetto "quinto numero", interamente dedicato alla bibliografia di pubblicazioni di storia della scienza; il titolo iniziale (Cumulative Bibliography) è stato poi sostituito dall'attuale Current Bibliography. Nel 1936 Sarton affiancò a Isis anche la pubblicazione tematica annuale Osiris, per evidenziare lo stato della ricerca su argomenti particolarmente significativi nella storia della scienza.
Nel 1955 pubblicò il paper Why Isis nel quale smentiva le credenze dei primi anni di vita della rivista, che aveva lasciato tre anni prima. L'articolo narra che il nome gli venne in mente quando stava girando per la sezione egizia del Museo di Leida, ma che non vi fu alcuna connessione con i riti neopagani della Muratoria tramandati dall'Antico Egitto. Attribuì ad un fraintendimento anche il libro Isis Unvealed della medium Helena Blavatsky, iniziata al massimo grado del rito, che sembrava associare il periodico alla pratica della teosofia.
Dal 2004, la rivista Isis è diretta da Bernard Lightman alla York University di Toronto.